# Manoel Ferreira (bispo)
Manoel Ferreira (Arapiraca, 30 de maio de 1932) é um pastor evangélico e político brasileiro filiado ao PSC. É o Presidente Vitalício da Convenção Nacional das Assembleias de Deus no Brasil e Bispo Primaz das Assembleias de Deus Ministério de Madureira.

## Biografia
Casado com a Bispa Irene da Silva Ferreira, desde 5 de maio de 1957, tiveram cinco filhos, todos pastores: Samuel, Abner, Wagner, Magner e Vasti. É formado em Sociologia pela Faculdade Toledo Pizza de Bauru; em Teologia pela Instituto Bíblico Batista de São Paulo e pela Faculdade Teológica Batista de São Paulo; e em Direito pela Pontifícia Universidade Católica de São Paulo. Recebeu o título de Doutor em Teologia do Bible College, em Baton Rouge.
Manoel Ferreira converteu-se em 2 de março de 1956, e foi batizado nas águas e no Espírito em 1958. Foi consagrado a evangelista em 1 de maio de 1960, em São Paulo, e ordenado pastor em 1 de maio de 1964 na Assembleia de Deus de Madureira, pelo pastor Paulo Leivas Macalão. Pastoreou igrejas em Capão Bonito, Garça, Bauru, Vila Alpina e Vila Industrial. Quando ia assumir a magistratura no estado de São Paulo, foi convocado pelo pastor Paulo Leivas Macalão para assumir a Catedral das Assembleias de Deus em Brasília, a qual pastoreou de janeiro de 1976 à outubro de 1978. Depois assumiu a Assembleia de Deus Ministério de Madureira em Campinas.
Foi eleito presidente da Convenção Geral das Assembleias de Deus no Brasil (CGADB) de 1983 a 1985. Nesse período, assumiu, em julho de 1983, a presidência da Confederação das Assembleias de Deus Sulamericanas (CADSA), e, em 1986, presidiu a Conferência Pentecostal Sulamericana, em São Paulo. Concorreu à presidência da CGADB novamente em 1987, mas perdeu para o Pr. Alcebíades Pereira Vasconcelos. Assumiu a presidência da Convenção Nacional das Assembleias de Deus do Ministério de Madureira (CONAMAD) em 1 de maio de 1987, e em 1990 da igreja-mãe, a Assembleia de Deus de Madureira.
Em 8 de julho 1993 fundou com o bispo Edir Macedo o Conselho Nacional de Pastores do Brasil (CNPB), com sede em Brasília, do qual é Presidente. Em 1997, recebeu o título de bispo pela Igreja Pentecostal de Moscou, para substituir um dos doze bispos líderes daquela igreja, que fora apoiada pela AD de Madureira na compra e inauguração do seu primeiro templo, nos jardins da antiga KGB. O título foi reconhecido, em caráter excepcional, pela CONAMAD. Tornou-se presidente vitalício da CONAMAD em 1 de maio de 1999.
Bispo Manoel Ferreira recebeu títulos de Cidadão por Goiás, Paraná, São Paulo, Rio de Janeiro, Mato Grosso, Distrito Federal, Bahia, Rondônia, Maranhão, Ceará, e de várias cidades, como São Paulo, São Luís, São Bernardo do Campo, e Caldas Novas. Também lhe foi concedido a Medalha Anchieta (Câmara Municipal de São Paulo), a Medalha Pedro Ernesto e Medalha de São Francisco de Assis - 3º Milênio (Câmara Municipal do Rio de Janeiro), a Medalha do Mérito Custos Vigilat (Câmara Municipal de Bauru), a Medalha Tiradentes (Assembleia Legislativa do Estado do Rio de Janeiro), a Mérito Legislativo do Distrito Federal (Câmara Legislativa do Distrito Federal), a Medalha Ruy Araújo (Assembleia Legislativa do Amazonas) e a Medalha Mérito Legislativo (Câmara dos Deputados do Brasil). Foi condecorado com a Comenda do Mérito Legislativo Filinto Müller (Assembleia Legislativa de Mato Grosso) e a Comenda João Ferreira de Almeida (Assembleia Legislativa do Espírito Santo).
Em 2017, na 39ª Assembleia Geral Ordinária da CONAMAD, na AD Brás, Dr. Manoel Ferreira foi aclamado Bispo Primaz Mundial das Assembleias de Deus Ministério de Madureira. Na mesma ocasião foram separados outros cinco bispos para a denominação, sendo eles: Pr. Samuel Ferreira (Presidente da Assembleia de Deus Brás em São Paulo e Presidente Executivo da CONAMAD), Pr. Abner Ferreira (Presidente da Assembleia de Deus Madureira no Rio de Janeiro e segundo Vice-Presidente da CONAMAD), o finado Pr. Daniel Malafaia (Ex-Presidente da Assembleia de Deus Campo Grande) e Pr. Oídes José do Carmo (Presidente da Assembleia de Deus Campo de Campinas em Goiás, terceiro Vice-Presidente da CONAMAD e Presidente da CONEMAD-GO) . Sua esposa Irene Ferreira, em reconhecimento de sua importância na denominação e trabalho social, foi consagrada pela CONAMAD em 2009 ao cargo de Bispa, a primeira das Assembleias de Deus no Brasil.
É autor dos livros "Não Apagueis o Espírito Santo", "Reflexões e Desafios para o Novo Milênio" e "Cidadania Pés no Chão", além de comentarista da "Bíblia de Estudo do Líder Pentecostal". É membro da Academia Evangélica de Letras do Brasil (AELB).

## Carreira política
Foi candidato a senador nas eleições de 2002, pelo PPB, ficando em terceiro lugar, e a vice-prefeito do Rio de Janeiro na chapa de Luiz Paulo Conde, terceira colocada nas eleições de 2004. Nas eleições de 2006, foi eleito deputado federal do Rio de Janeiro, pelo PTB. Naquele ano, Bispo Manoel Ferreira declarou apoio à reeleição do Presidente Lula.
Foi membro titular da Comissão de Direitos Humanos e Minorias (2007-2009) e da Comissão de Constituição e Justiça e de Cidadania (2008-2009). Em fevereiro de 2008 foi indicado pelo Itamaraty ao Prêmio Nobel da Paz pelos trabalhos sociais que desenvolveu na Rússia por meio da Assembleia de Deus. Recebeu o apoio dos 81 senadores da República.
Em 2010, Ferreira esteve ao lado da então candidata Dilma Rousseff. Em 2014, apoiou a reeleição da Presidente Dilma Rousseff. No mesmo ano participara do lançamento da candidatura do Pastor Everaldo; Ferreira é presidente de honra do PSC.
Pelo PSC, Bispo Ferreira concorreu como 1º suplente ao Senado pelo Distrito Federal em duas eleições: em 2014, na chapa de Geraldo Magela (PT) e em 2018, na chapa de Cristovam Buarque (PPS). Neste ano, apoiou Jair Bolsonaro à presidência.
Em maio de 2019, Bolsonaro participou da 46ª Assembleia-Geral Extraordinária da CONAMAD, em Goiânia, que aconteceu na AD Campinas, com Ferreira, quando afirmou a necessidade do Supremo Tribunal Federal ter um ministro que seja “evangélico assumido”.
Em 27 de maio de 2022, o Presidente da República Jair Messias Bolsonaro participou da 48ª AGE (Assembleia-Geral Extraordinária) da CONAMAD, que aconteceu na Assembleia de Deus Ministério Fama em Goiânia, onde abraçou o Bispo Primaz Manoel Ferreira e recebeu um "Título de Amizade". Após fez um longo discurso onde indagou "Quem somos cada um de nós aqui presente para falar eu vou mudar o destino do Brasil? Se não tiver algo muito mais forte do que nós de cima dando esse sinal?".

## Controvérsias
Em 2009, Ferreira estaria constrangendo pastores em São Paulo a apoiar Dilmo dos Santos à deputado estadual.
Entre lideranças e sites evangélicos, foi criticado por sua aproximação com Sun Myung Moon e a Igreja da Unificação, identificada como uma seita.
Em 2011, Ferreira foi acusado por um pastor e ex-sócio de usar laranja para abrir a Faculdade Evangélica de Brasília, dar golpe nos sócios e sonegar milhões em impostos.
Seu apoio a Eduardo Cunha continuou mesmo após a prisão do ex-deputado, tendo pedido votos para a filha deste, Danielle Cunha. Sua ligação com Pastor Everaldo também é mencionada, pois além do partido, Everaldo é pastor da Assembleia de Deus de Madureira.